# Symphyotrichum racemosum
Symphyotrichum racemosum là một loài thực vật có hoa trong họ Cúc. Loài này được (Elliott) G.L.Nesom miêu tả khoa học đầu tiên.